# نادي بنفيكا
نادي بنفيكا لشبونة الرياضي (بالبرتغالية: Sport Lisboa e Benfica) أو كما يعرف بنادي بنفيكا، هو نادٍ رياضي من لشبونة، البرتغال، يبرز أكثر في لعبة كرة القدم، حيث يلعب في الدوري البرتغالي الممتاز.
في عام 1908 تم عقد اتفاق دمج بين ناديي Grupo Sport Lisboa الذي تأسس في 1904 وSport Clube de Benfica الذي تأسس في عام 1906، اتفق الناديان أن يكون تاريخ تأسيس النادي متزامناً مع تاريخ تأسيس Grupo Sport Lisboa. حيث أنه الأقدم بالتأسيس، ليكون تاريخ التأسيس هو 28 فبراير من عام 1904.
يعد نادي بنفيكا أحد «الثلاثة الكبار» في البرتغال مع نادي سبورتينغ ونادي بورتو، والذين لم يسبق وأن هبطوا للدرجة الثانية. يمتلك بنفيكا 82 بطولة محلية، فهو صاحب الرقم القياسي في الفوز بكل من الدوري البرتغالي بواقع 38 بطولة، وكأس البرتغال بواقع 26 بطولة، بالإضافة لسبعة ألقاب قياسية من كأس الدوري البرتغالي، 9 كأس السوبر البرتغالي و 3 Campeonato de Portugal. بينما على الصعيد الأوروبي، فقد حصل الفريق على لقبين متتالين من كأس أوروبا موسمي 1960–61 و1961–62. يملك نادي بنفيكا أكبر قاعدة جمهورية لأندية البرتغال، كما له أكبر عدد من المشجعين خارجها.
حاز بنفيكا على المركز الثاني عشر في جائزة نادي القرن العشرين من الفيفا، والتاسع في قائمة أفضل 200 فريق أوروبي في القرن العشرين من الاتحاد الدولي لتاريخ وإحصاءات كرة القدم. بنفيكا هو ثاني أكثر فريق مشاركة في كأس أوروبا / دوري أبطال أوروبا، حيث شارك 41 مرة.
إلى جانب كرة القدم، يمارس النادي العديد من الألعاب الأخرى منها: كرة السلة، الهوكي، كرة القدم داخل الصالات، الكرة الطائرة، كرة اليد، كرة الماء، الرغبي، الدراجات الهوائية، وألعاب القوى. وقد حصل على 10 بطولات دولية في هذه الرياضات.

## الملعب

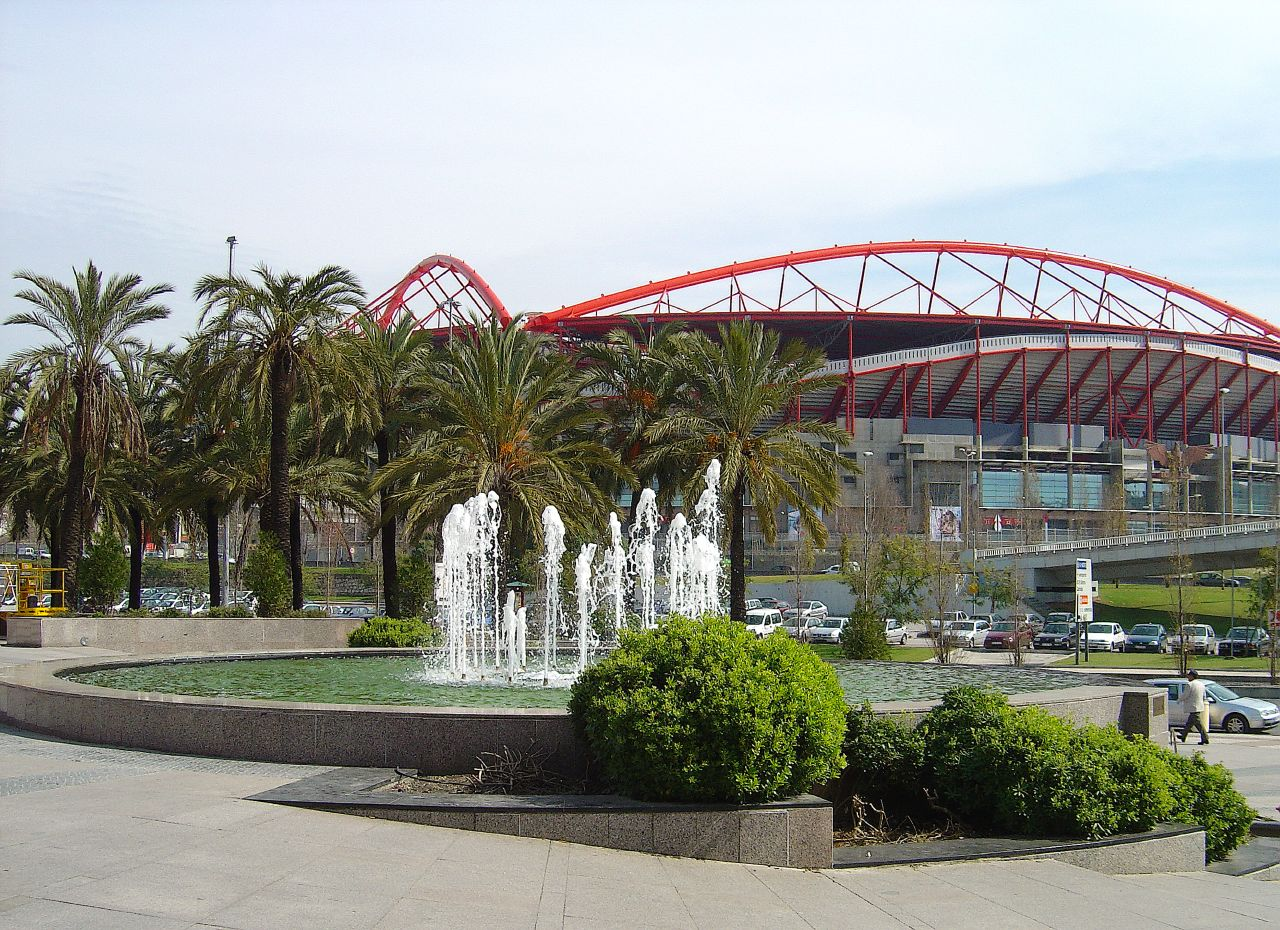
ملعب النور (ملعب نادي بنفيكا)

استاد دا لوز (بالبرتغالية: Estádio da Luz) (بالعربية: ملعب النور) ويسمى رسمياً باسم ملعب نادي بنفيكا لشبونة (بالبرتغالية: Estádio do Sport Lisboa e Benfica) هو استاد كرة قدم يقع في لشبونة عاصمة البرتغال. تم افتتاح الملعب في سنة 25 أكتوبر 2003، ويسع الملعب لجلوس 65,647 متفرج. يعتبر الملعب الرسمي الذي يخوض فيه نادي بنفيكا مبارياته. أعلن الاتحاد الأوروبي لكرة القدم يوم 20 مارس 2012 عن اختيار استاد دا لوز لاستضافة نهائي دوري أبطال أوروبا 2014.

## تشكيلة اللاعبين
آخر تحديث 4 سبتمبر 2024.
ملاحظة: تشير الأعلام إلى المنتخب بحسب قواعد الأهلية المعتمدة من قبل الفيفا؛ تنطبق بعض الاستثناءات المحدودة. وقد يحمل اللاعبون أكثر من جنسية لا تعترف بها الفيفا.
| الرقم | البلد     | المركز | اللاعب                       |
| ----- | --------- | ------ | ---------------------------- |
| 1     | أوكرانيا  | حارس   | أناتولي تروبين               |
| 3     | إسبانيا   | مدافع  | ألفارو فرنانديز              |
| 4     | البرتغال  | مدافع  | أنطونيو سيلفا                |
| 6     | الدنمارك  | مدافع  | الكسندر باه                  |
| 7     | سويسرا    | مهاجم  | زكي أمدوني (معارًا من بيرنلي) |
| 8     | النرويج   | وسط    | فريدريك أورسنيس              |
| 9     | البرازيل  | مهاجم  | آرثر كابرال                  |
| 10    | تركيا     | وسط    | أوركون كوكتشو                |
| 11    | الأرجنتين | مهاجم  | أنخيل دي ماريا               |
| 14    | اليونان   | مهاجم  | فانجيليس بافليديس            |
| 17    | تركيا     | مهاجم  | كرم آق تورك أوغلي            |
| 18    | لوكسمبورغ | وسط    | ليوناردو باريرو مارتينس      |
| 21    | النرويج   | مهاجم  | أندرياس شجيلديروب            |

| الرقم | البلد        | المركز | اللاعب                                    |
| ----- | ------------ | ------ | ----------------------------------------- |
| 24    | البرتغال     | حارس   | صموئيل سواريس                             |
| 25    | الأرجنتين    | مهاجم  | جيانلوكا بريستياني                        |
| 28    | بوركينا فاسو | مدافع  | عيسى كابوري (معارًا من مانشستر سيتي)       |
| 30    | الأرجنتين    | مدافع  | نيكولاس أوتامندي                          |
| 32    | الأرجنتين    | مهاجم  | بنجامين رولهايسر                          |
| 37    | ألمانيا      | مدافع  | يان-نيكلاس بيست                           |
| 44    | البرتغال     | مدافع  | توماس أرواخو                              |
| 47    | البرتغال     | مهاجم  | تياغو غوفيا                               |
| 61    | البرتغال     | وسط    | فلورنتينو لويس (نائب القائد)              |
| 75    | البرتغال     | حارس   | أندريه غوميز                              |
| 81    | ألبانيا      | مدافع  | أدريان بايرامي                            |
| 84    | البرتغال     | وسط    | جواو ريغو                                 |
| 85    | البرتغال     | وسط    | ريناتو سانشيز (معارًا من باريس سان جيرمان) |

## إنجازات النادي

### محلياً
- الدوري البرتغالي (38 مرة):
  - 1935–36، 1936–37، 1937–38، 1941–42، 1942–43، 1944–45، 1949–50، 1954–55، 1956–57، 1959–60، 1960–61، 1962–63، 1963–64، 1964–65، 1966–67، 1967–68، 1968–69، 1970–71، 1971–72، 1972–73، 1974–75، 1975–76, 1976–77، 1980–81، 1982–83، 1983–84, 1986–87، 1988–89، 1990–91، 1993–94، 2004–05، 2009–10، 2013–14، 2014–15، 2015–16، 2016–17، 2018–19، 2022–23

- كأس البرتغال (26 مرة):
  - 1939، 1942، 1943، 1948، 1950، 1951، 1952، 1954، 1956، 1958، 1961، 1963، 1968، 1969، 1971، 1979، 1980، 1982، 1984، 1985، 1986، 1992، 1995، 2003، 2013، 2016.

- كأس الدوري البرتغالي (8 مرات):
  - 2008، 2009، 2010، 2011، 2013، 2014، 2015, 2016

- كأس السوبر البرتغالي (10 مرات):
  - 1980، 1985، 1989، 2005، 2014، 2016، 2017، 2019، 2023، 2025

- بطولة البرتغال (3 مرات):
  - 1929–30, 1930–31, 1934–35

### قارياً
- كأس الأندية الأوروبية البطلة / دوري أبطال أوروبا
  - البطل (مرتين): 1960–61، 1961–62.
  - الوصيف (5 مرات): 1962–63، 1964–65، 1967–68، 1987–88، 1989–90.
- كأس الاتحاد الأوروبي / الدوري الأوروبي
  - الوصيف (3 مرات): 1982–83، 2012–13، 2013–14.
- كأس لاتينا
  -  البطل (مرة): 1950

## معرض صور

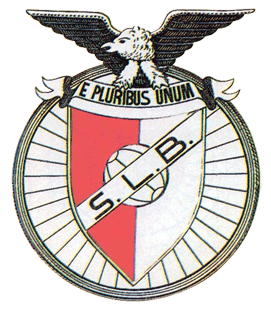
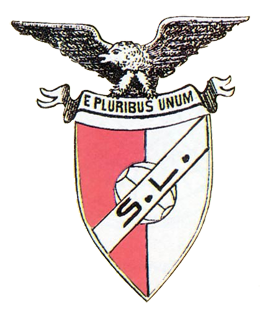
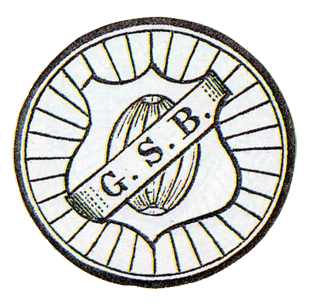
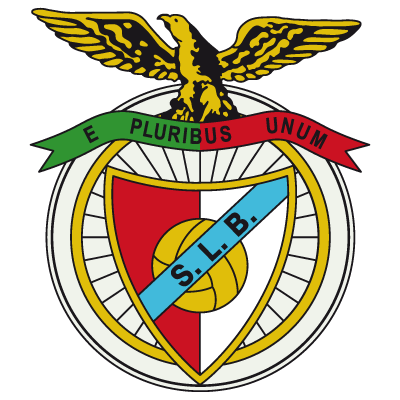